# Кан Гранде I делла Скала
Кан Гранде делла Скала (Can Francesco della Scala, или Cangrande) (1291–1329)  — с 1311 года правитель Вероны, наиболее выдающийся представитель династии Скалигеров. 
Вёл борьбу с Падуей, одержав победу, расширил владения Вероны и был произведён императором Генрихом VII в имперские викарии. В 1318 году союз гибеллинов в Ломбардии избрал его своим генерал-капитаном. При дворе Кангранде жили многие учёные, художники и поэты того времени. Сам он покровительствовал Данте Алигьери, изгнанному из Флоренции и нашедшему на какое-то время приют в Вероне.
В сентябре 1328 года одержал победу над Падуей, с триумфом вступив в город, а затем назначив его капитаном Марсилио да Каррара. 
Умер 22 июля 1329 года. Причиной смерти стало умышленное отравление наперстянкой. При анализе мумифицированного тела, проведенном в 2015 году, в желудке, печени и кишечнике были обнаружены следы яда наперстянки.

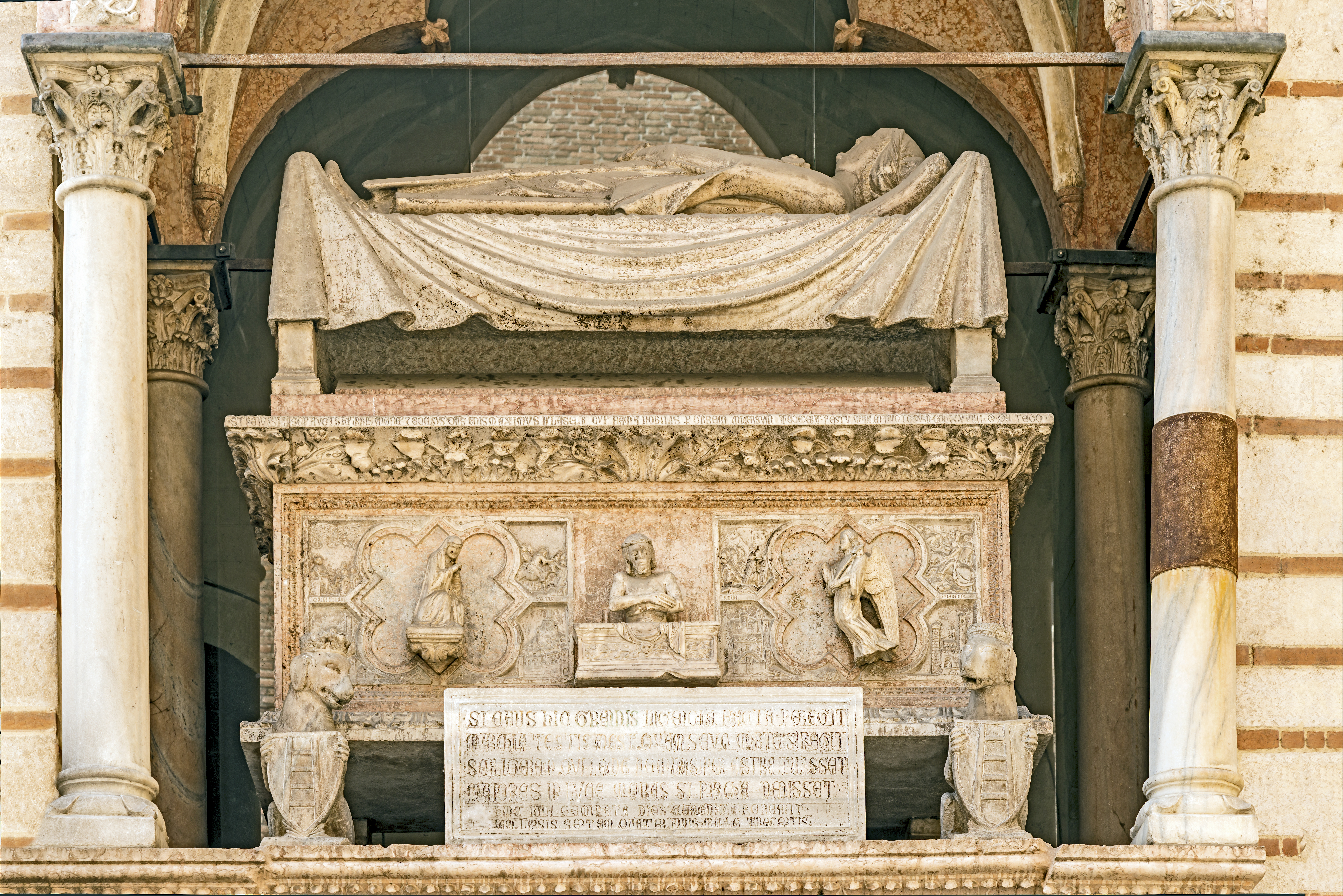
Гробница Кан Гранде I делла Скала

## В культуре
Кан делла Скала выступает персонажем одной из новелл (7-я первого дня) сборника «Декамерон» Джованни Бокаччо. В новелле он выведен автором «одним из самых замечательных и щедрых властителей, какие только известны были в Италии от времен императора Фридриха Второго и по сю пору».